# Peter Pace
El general Peter Pace fue el decimosexto presidente del estado mayor conjunto («Chairman of the Joint Chiefs of Staff» en inglés) de los Estados Unidos. Fue precedido por Richard B. Myers de la fuerza aérea y sucedido por Michael Mullen de la Armada. Nació el 5 de noviembre de 1945 en Brooklyn, Nueva York y estuvo activo en el Cuerpo de la Infantería estadounidense entre 1967 y 2007. Sirvió en la guerra de Vietnam. Es de origen italiano-estadounidense y fue criado en Teaneck (Nueva Jersey). Es de religión católica y hoy día vive en McLean (Virginia). Se graduó en la Academia naval, así como en  la Universidad George Washington.